# Пуян (уезд)
Пуя́н (кит. упр. 濮阳, пиньинь Púyáng) — уезд городского округа Пуян провинции Хэнань (КНР). Название означает «с янской (северной) стороны от реки Пушуй» (в античные времена эта река была притоком Хуанхэ; с той поры Хуанхэ неоднократно меняла русло, и в настоящее время этой реки не существует).

## История
Древнее название этих мест — «императорский холм» (帝丘, дицю) или «императорская столица» (帝都, диду): по преданию, здесь находилась столица мифического императора Чжуаньсюя. При династии Ся правитель Чжун Кан дал эти места в удел своему сыну Сяну, и когда после смерти Чжун Кана тот стал новым императором — сюда переехала столица страны. Когда династия Ся была свергнута династией Шан, то здесь была запасная столица страны.
В эпоху Чжоу эти места вошли в состав царства Вэй. В 629 году до н. э. вэйский Чэн-гун перенёс сюда столицу царства. В 242 году до н. э. в царстве Цинь был образован округ Дунцзюнь (东郡), а в следующем году циньские войска захватили Пуянский регион, и здесь был создан уезд Пуян. В 240 году до н. э. власти округа Дунцзюнь переехали в Пуян.
При империи Суй из уезда Пуян был выделен уезд Куньу (昆吾县). При империи Тан в 621 году была создана область Чаньчжоу (澶州), и уезд Пуян был подчинён области Чаньчжоу. При империи Сун в 1144 году область Чаньчжоу была переименована в Кайчжоу (开州). После Синьхайской революции в Китае была проведена реформа структуры административного деления и области с управами были упразднены, поэтому в 1913 году на землях, ранее напрямую подчинённых властям области Кайчжоу, был создан уезд Кайсянь (开县). Однако выяснилось, что уезды с точно таким же названием существуют в провинциях Сычуань и Гуйчжоу, и в 1914 году уезд Кайсянь был переименован в Пуян.
После победы в гражданской войне коммунистами была в августе 1949 года создана провинция Пинъюань, а в её составе был образован Специальный район Пуян (濮阳专区), и уезд вошёл в его состав (при этом к уезду Пуян были присоединены уезды Куньу и Шанхэ). 30 ноября 1952 года провинция Пинъюань была расформирована, и уезд вместе со специальным районом Пуян перешёл в состав провинции Хэнань. В 1954 году Специальный район Пуян был присоединён к Специальному району Аньян (安阳专区). В 1958 году Специальный район Аньян был присоединён к Специальному району Синьсян (新乡专区).
Постановлением Госсовета КНР от 19 декабря 1961 года был вновь образован Специальный район Аньян. В 1968 году Специальный район Аньян был переименован в Округ Аньян (安阳地区). В 1983 году округ Аньян был расформирован, и были созданы городские округа Аньян и Пуян; эти земли вошли в состав городского округа Пуян, и уезд Пуян был при этом расформирован, а в феврале 1984 года на базе расформированного уезда Пуян был создан Пригородный район Пуяна (濮阳市郊区). 30 декабря 1985 года постановлением Госсовета КНР был образован Городской район Пуяна (濮阳市市区). 20 апреля 1987 года постановлением Госсовета КНР Пригородный район Пуяна был расформирован, а вместо него был вновь образован уезд Пуян.

## Административное деление
Уезд делится на 8 посёлков и 12 волостей.